# 플라이오세
| 기                                           | 세           | 절           | 백만년전     |
| -------------------------------------------- | ------------ | ------------ | ------------ |
| 제4기                                        | 플라이스토세 | 젤라절       | 이후         |
| 신진기                                       | 플라이오세   | 피아첸차절   | 2.588–3.600  |
| 신진기                                       | 플라이오세   | 장클레절     | 3.600–5.332  |
| 신진기                                       | 마이오세     | 메시나절     | 5.332–7.246  |
| 신진기                                       | 마이오세     | 토르토나절   | 7.246–11.608 |
| 신진기                                       | 마이오세     | 세라발레절   | 11.608–13.65 |
| 신진기                                       | 마이오세     | 랑게절       | 13.65–15.97  |
| 신진기                                       | 마이오세     | 부르디갈라절 | 15.97–20.43  |
| 신진기                                       | 마이오세     | 아키텐절     | 20.43–23.03  |
| 고진기                                       | 올리고세     | 카티절       | 이전         |
| IUGS에 따른 지질 시대 구분. 2009년 7월 기준. |              |              |              |

플라이오세(Pliocene)는 지리적인 시간으로, 약 533만 년 전부터 258만 년 전까지의 지질 시대를 말한다. 선신세(鮮新世)라고도 한다.
2009년 IUGS는 플라이오세의 끝나는 시기를 기존의 180만년에서 258만년으로 정정했다.
플라이오세는 신생대의 신신생기의 마이오세 다음의 두 번째 시기이다. 플라이오세다음으로는 플라이스토세가 이어진다.
플라이오세라는 이름은 찰스 라이엘 경에 의해 이름지어졌다. 그 이름은 그리이스어인 πλεῖον (pleion, "more")와 καινός (kainos, "new")가 합성된 말이며, "새 시대의 연속"이라는 의미이다. 원래 현대의 해양 연체동물군을 언급하는 말이다.
이 시기에는 파나마 지협이 형성되고 히말라야산맥의 상승이 격렬해졌다.

## 세부 분류
- 겔라시안 (2.588 - 1.806 MYA[2], 258만 8000~180만 6000년 전)
- 피아센지안 (3.6 - 2.588 MYA, 360만~258만 8000년 전)
- 잔클리안 (5.332 - 3.6 MYA, 533만 2000년~ 360만년 전)

## 기후
기후는 한랭화되었고, 남극 대륙은 중신세보다 한층 더 빙상을 확대하고 있었다. 북반구의 빙상의 발달도 이 시대에 이미 시작되어 있었다.

## 생물
현대의 동물상으로 연결되는 것이 거의 출현하고 있다. 인류의 조상은 이 시대에 탄생했다. 남미 대륙이 북미 대륙에 연결되어, 많은 생물이 두 대륙간 왕래가 가능하게 되었다. 이것으로 북미의 생물과의 생존 경쟁에 노출된 남미 원산의 생물은 쇠퇴하여, 멸종된 것도 많았다.

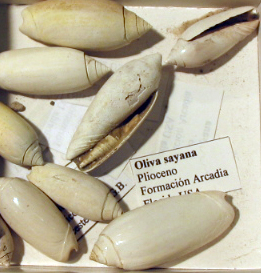
플로리다에서 발견된 복족류 올리바 사야나.
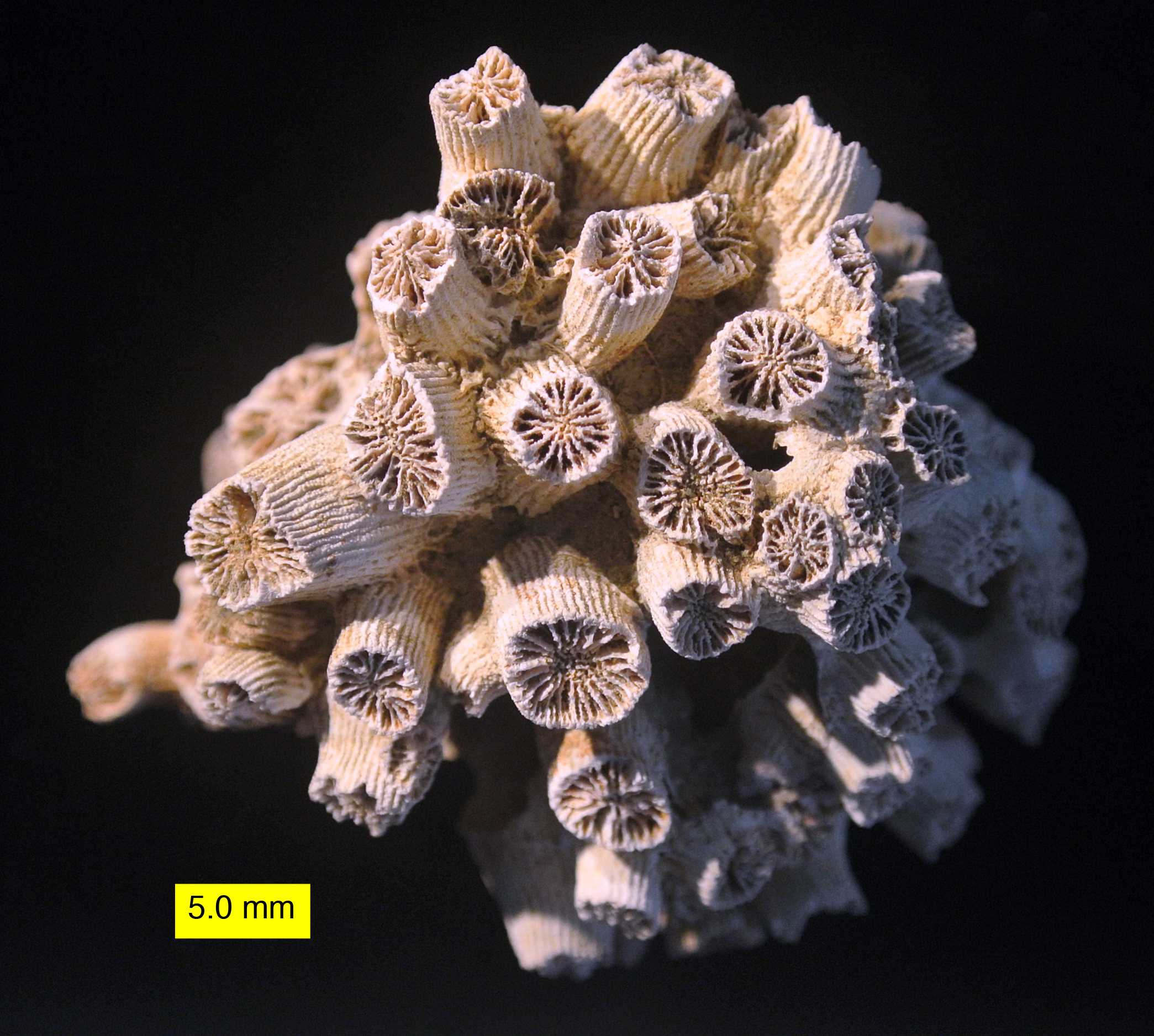
키프로스에서 발견된 플라이오세의 산호 지각목.
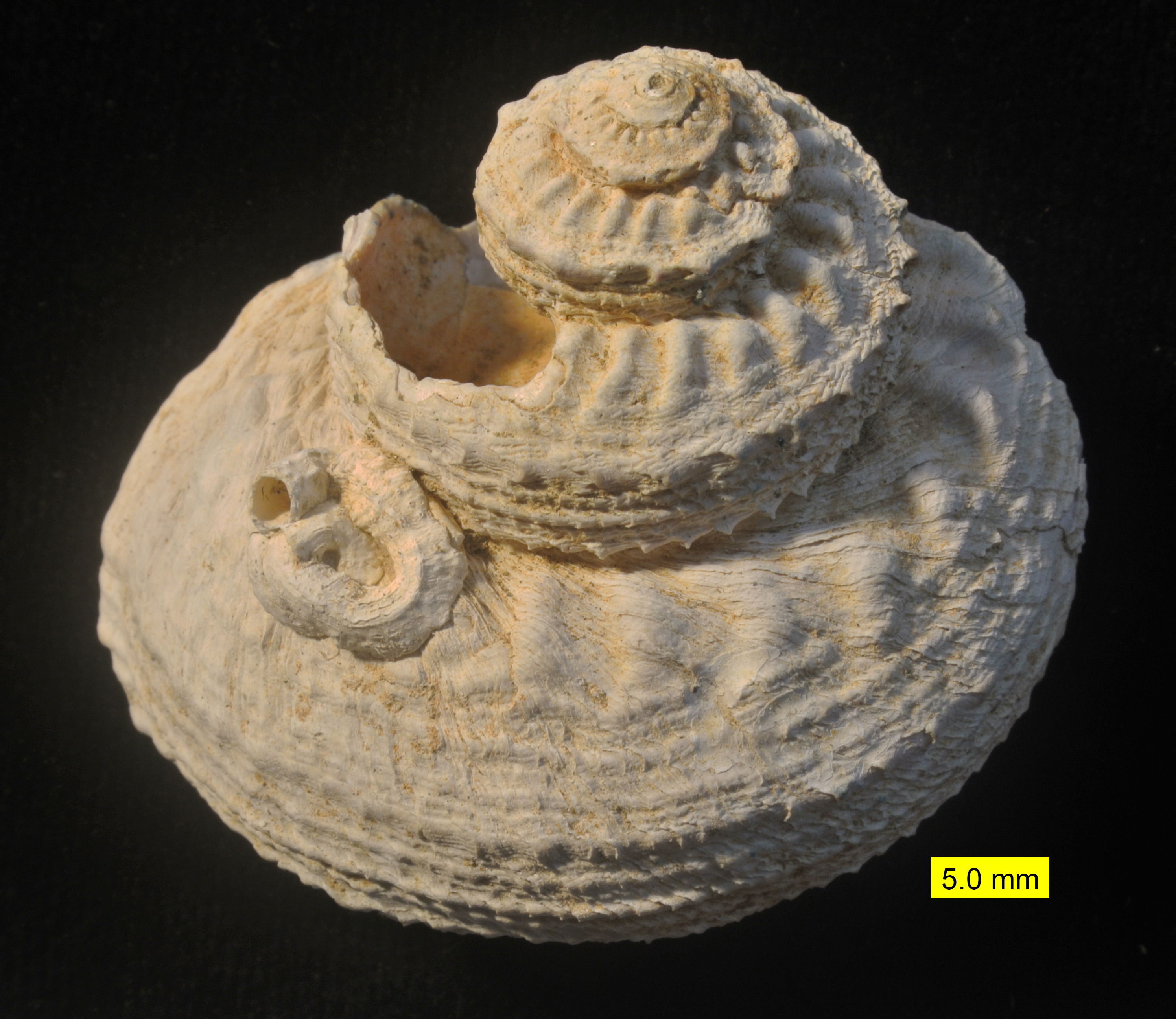
키프로스에서 발견된 복족류 껍질
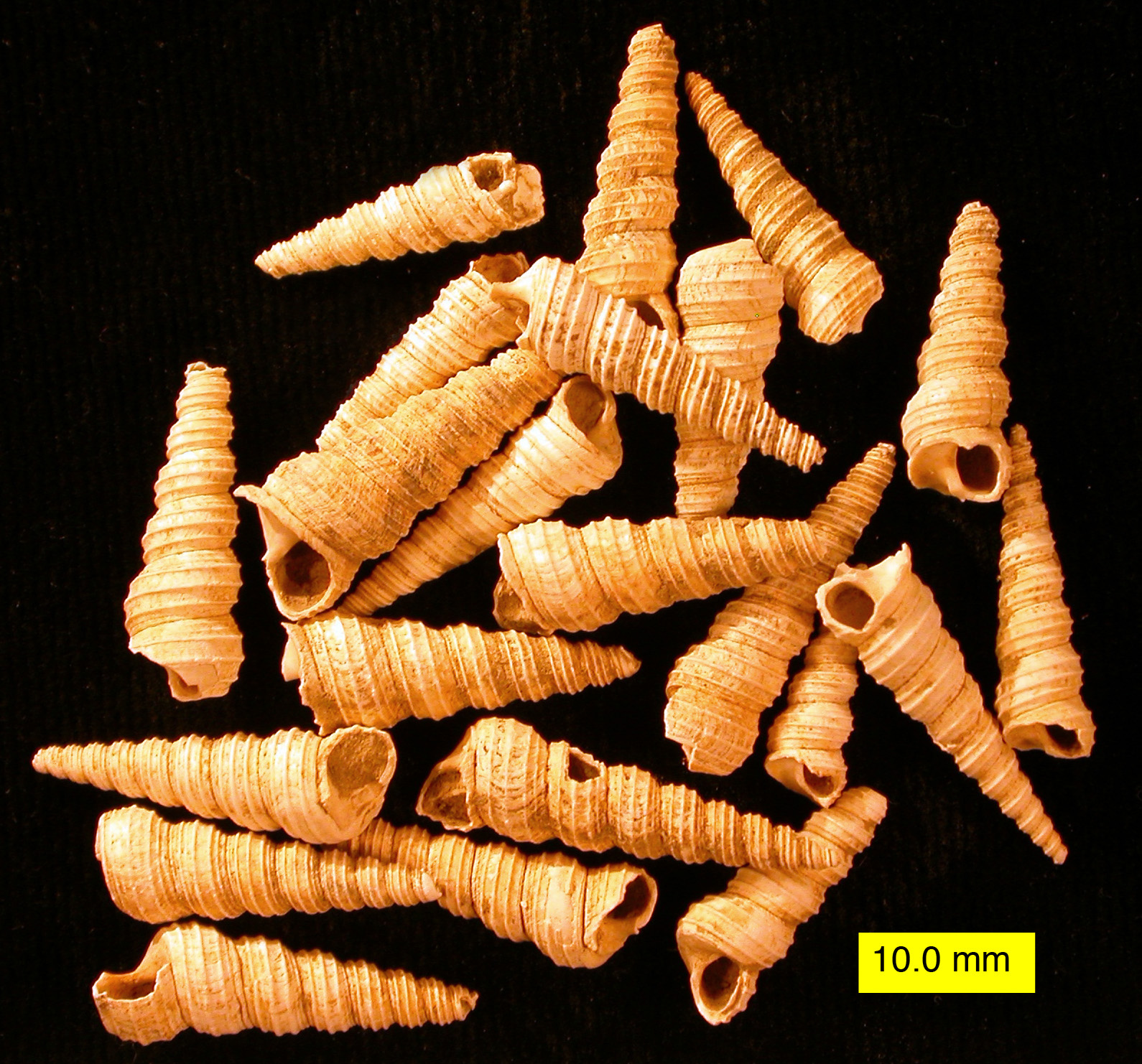
키프로스에 발견된 복족류 튜리텔라 카리나타
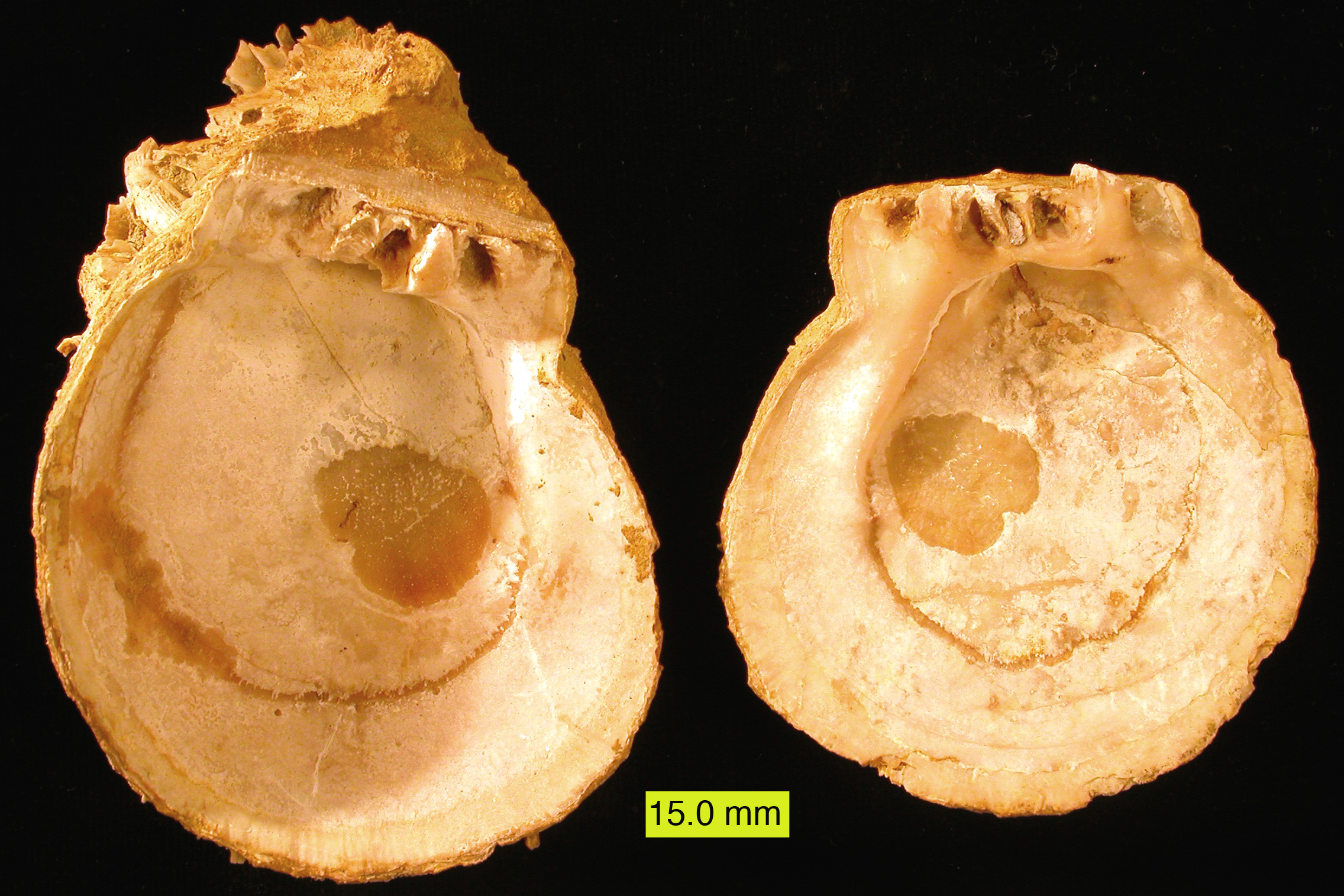
가시 굴 스폰딜러스(오른쪽), 왼쪽은 내부(키프로스, 플라이오세)
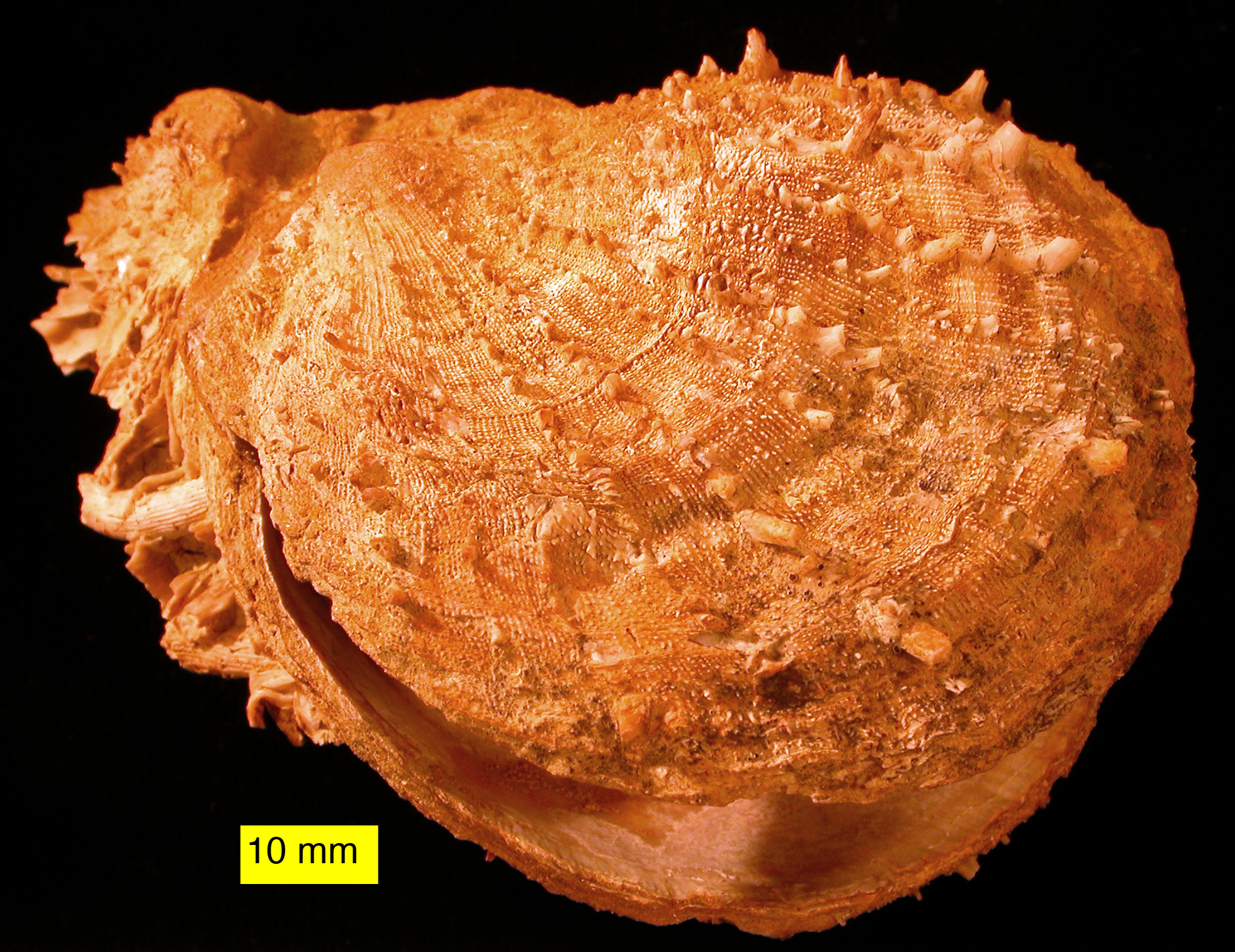
유기적인 스폰딜러스, 키프로스, 플라이오세
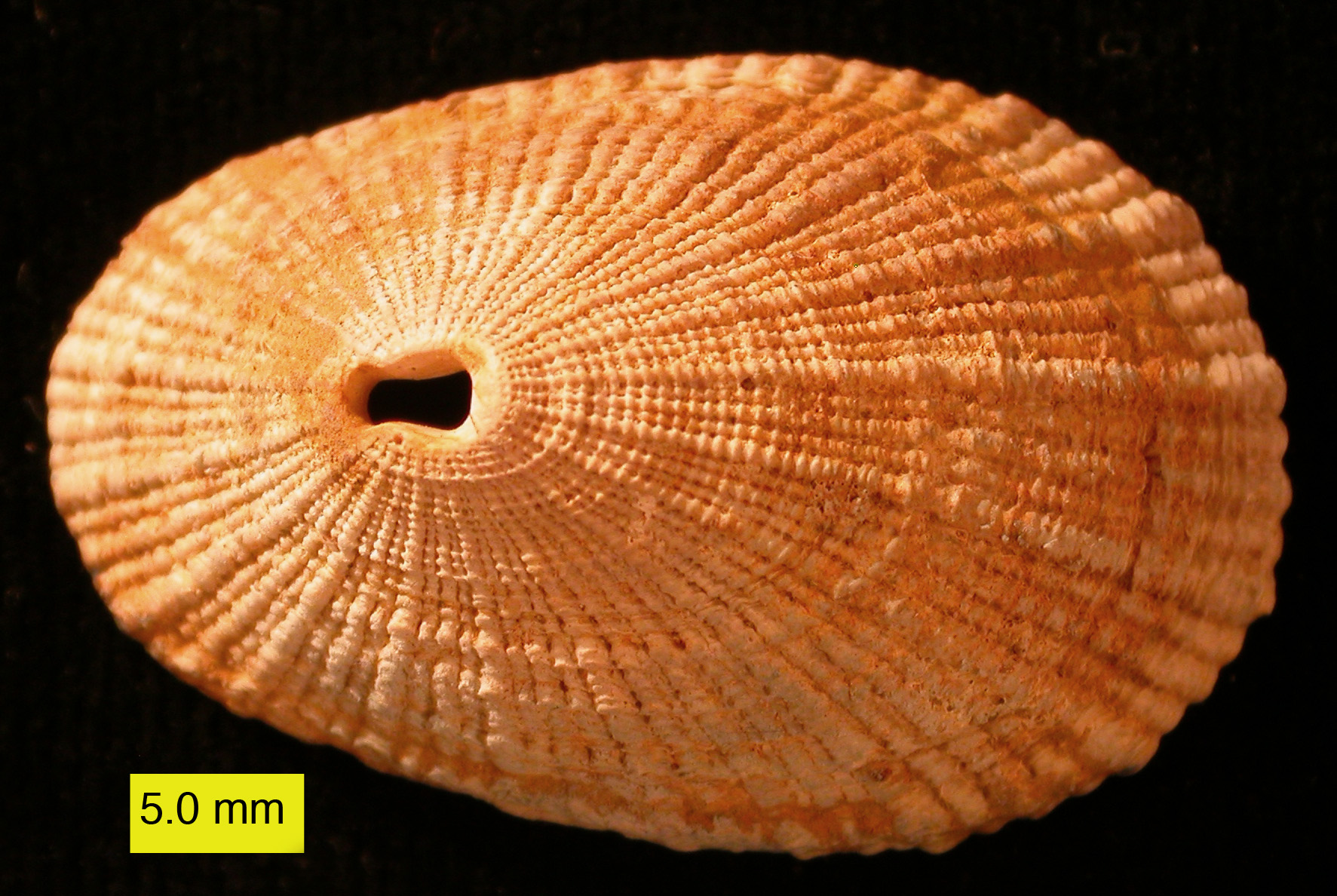
삿갓조개 다이오도라 이탈리카, 키프로스, 플라이오세
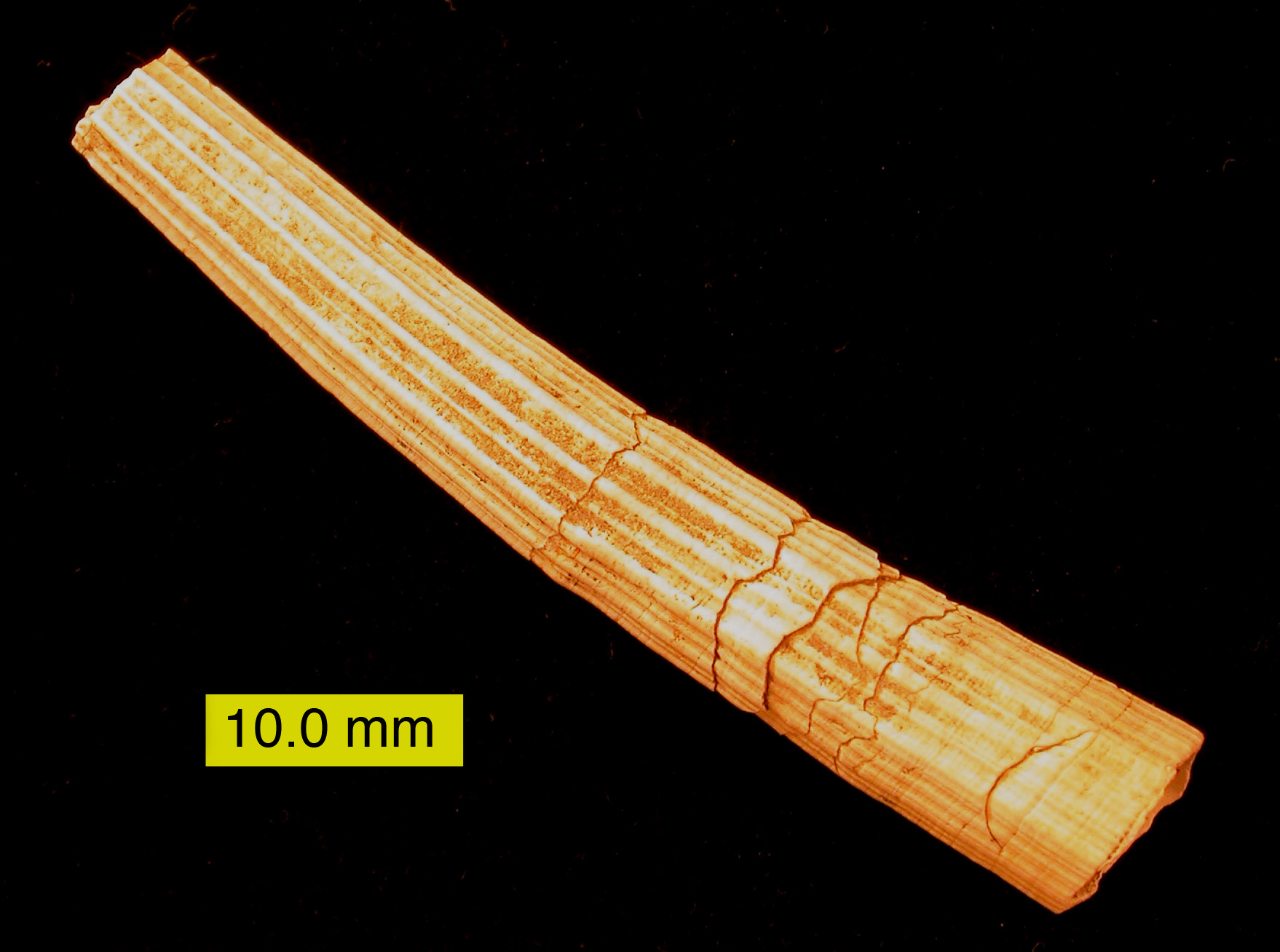
굴 종류인 덴탈리움 키프로스
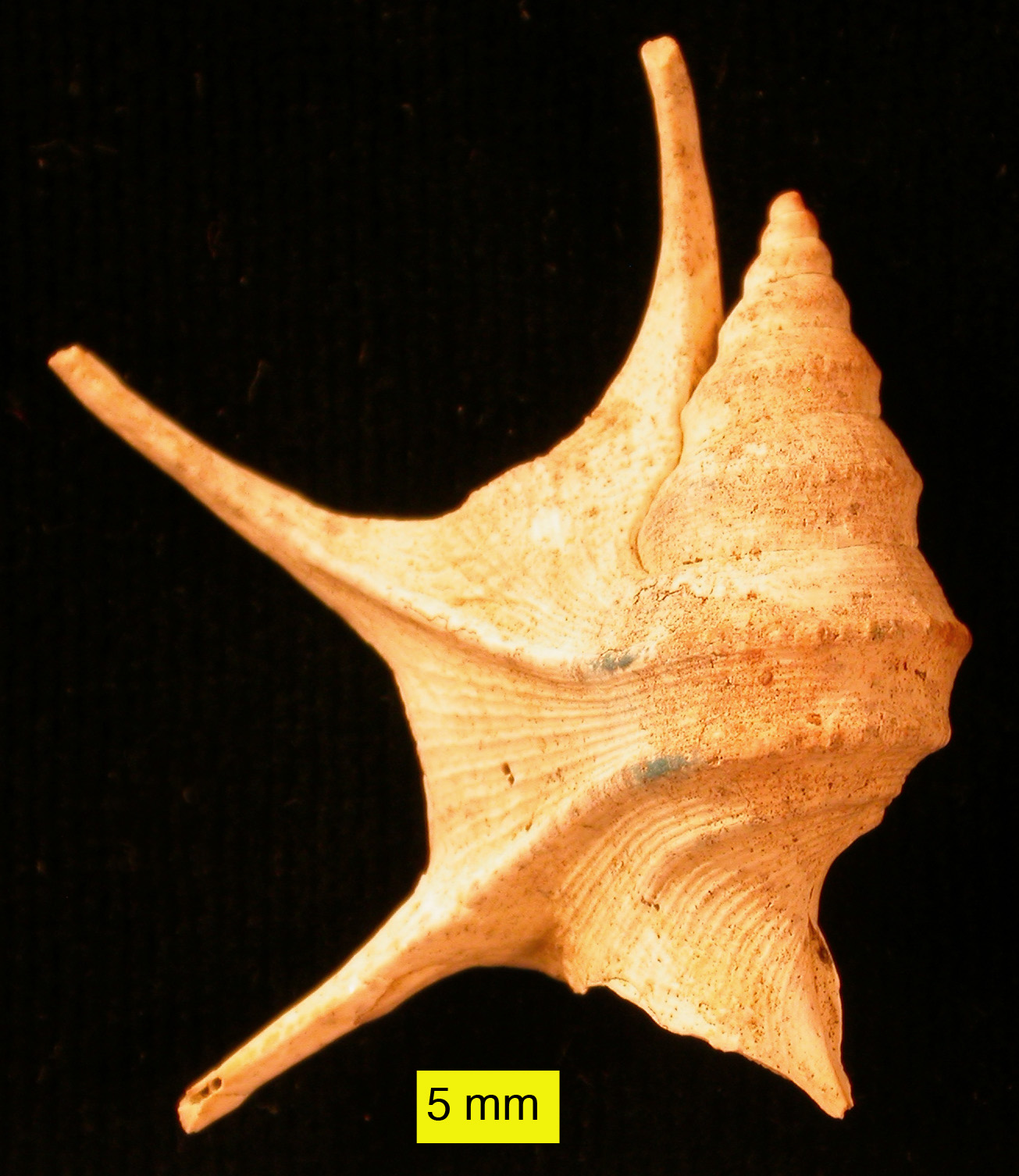
복족류인 아포라이스 키프로스
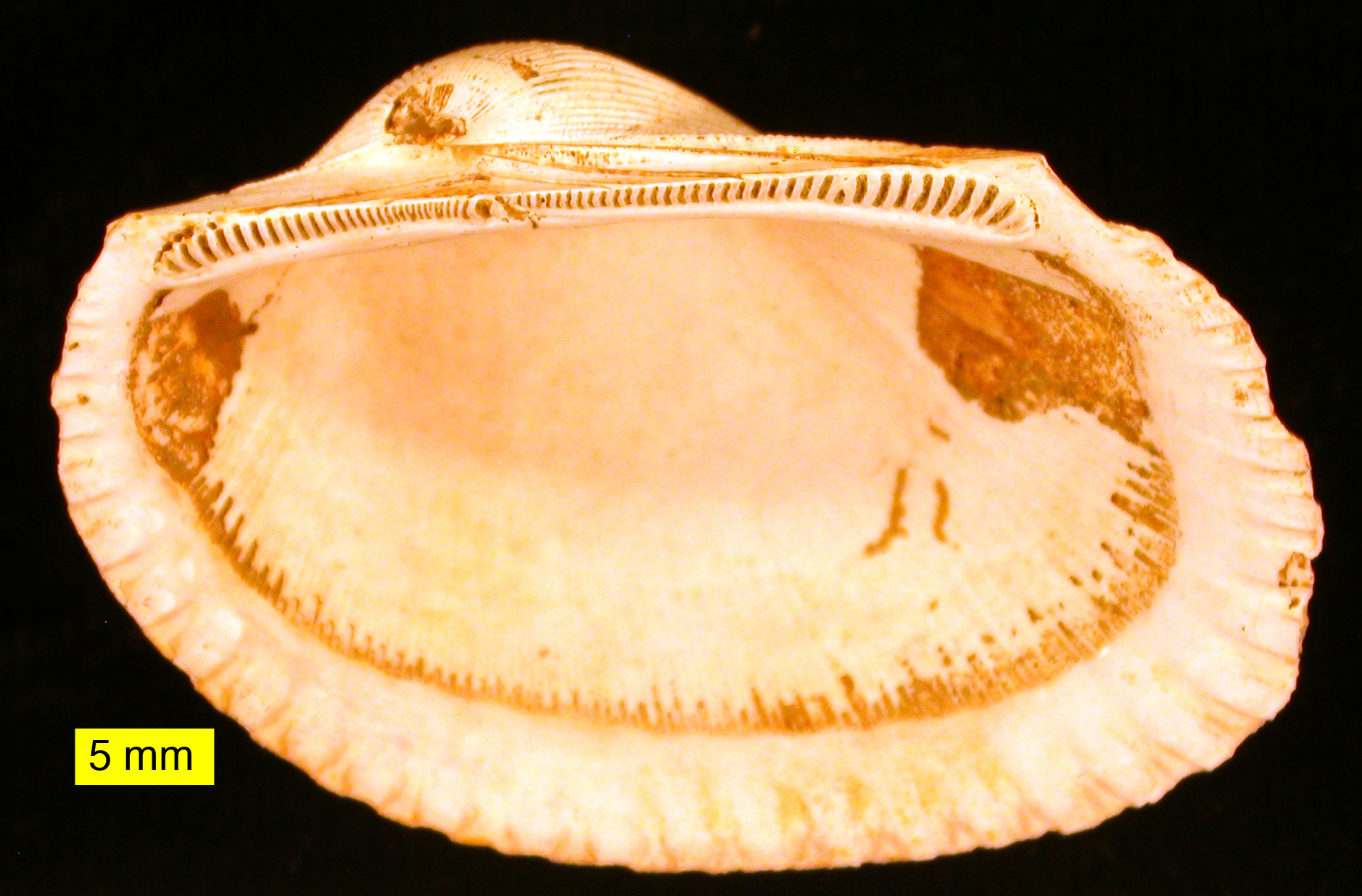
산 쌍각류인 아나다라
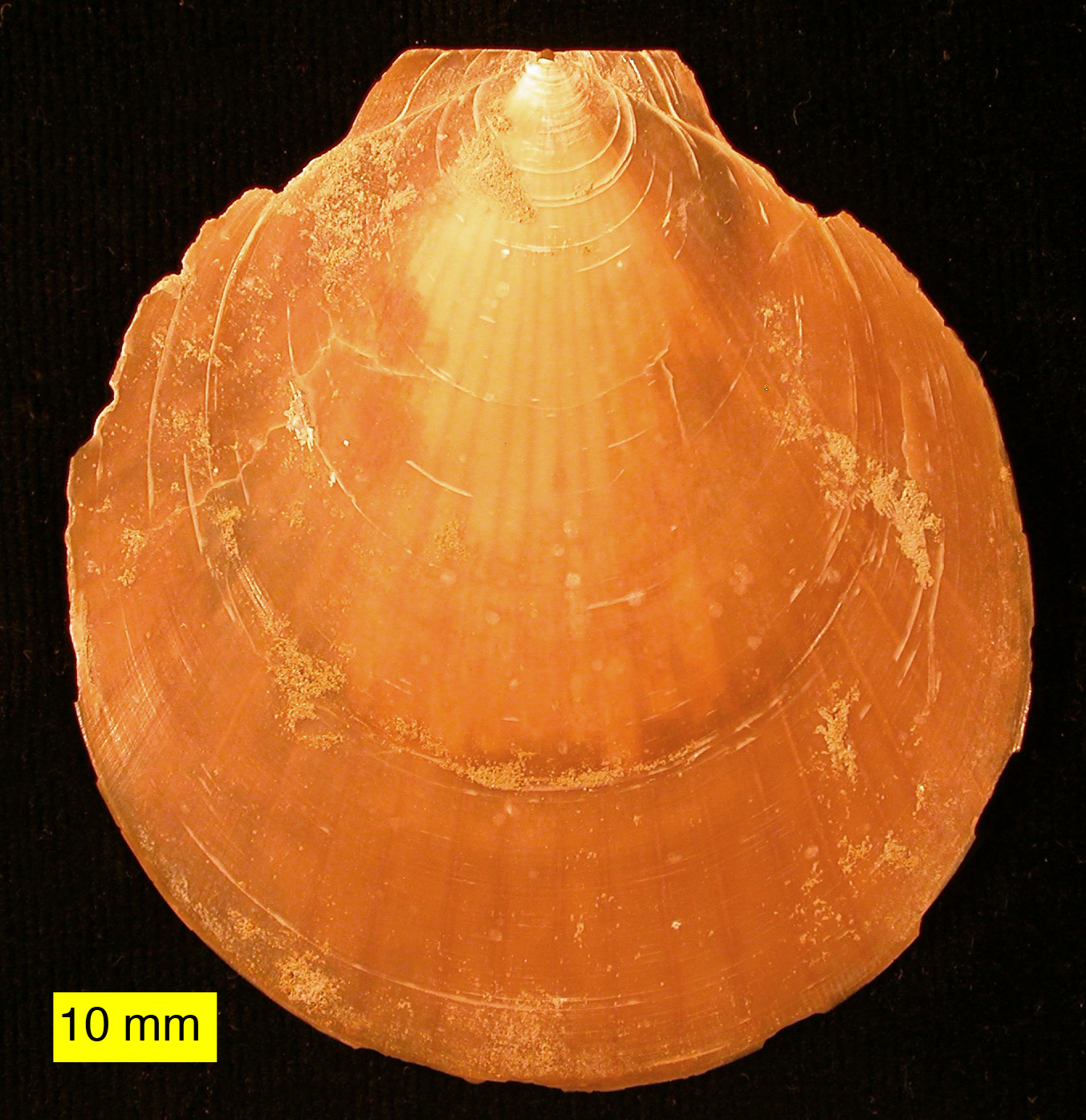
펙틴질 쌍각류 아무시움 크리스타툼
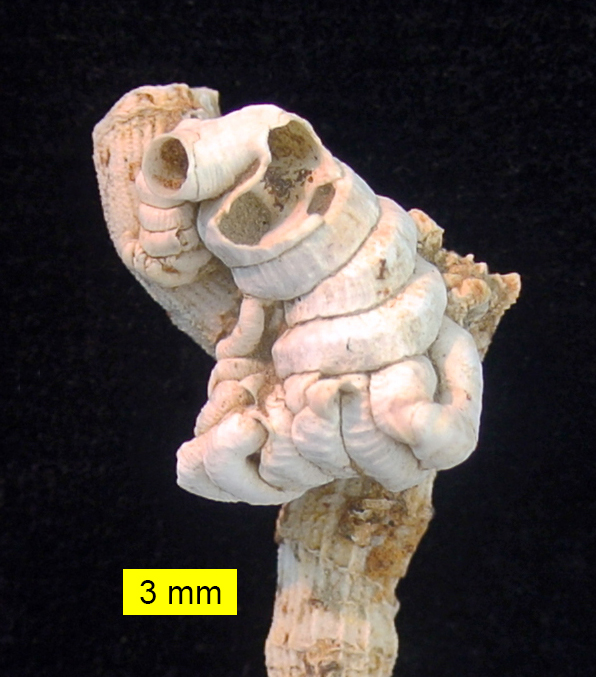
산호에 붙어 있는 튜브형 산호